# Trichopteryx rivularia
Trichopteryx rivularia là một loài bướm đêm trong họ Geometridae.